# Arthur Kollmann
Arthur Kollmann (auch: Artur Kollmann; * 8. Januar 1858 in Leipzig; † 8. August 1941 ebenda) war ein deutscher Urologe und Puppenspielforscher.

## Leben
Kollmann studierte in Heidelberg und Leipzig. Er wurde 1881 zum Dr. med. promoviert und habilitierte sich 1890 über Krankheiten der Harnwege, beides in Leipzig. Ab 1890 lehrte er an der Medizinischen Fakultät der Universität Leipzig zu eben diesem Thema und wurde 1901 in den Rang eines außerordentlichen Professors befördert.
Gemeinsam mit Felix Martin Oberländer entwickelte er „ein reichhaltiges Instrumentarium zur Striktursondierung, Dilatation von Strikturen, zur Koagulation und zur Urethrotomia interna“.
Kollmann war außerdem einer der bedeutendsten Puppenspielforscher und -sammler. Seine Sammlung kam ursprünglich auf das Leipziger Völkerkundemuseum, ging aber 1971 schließlich an die Dresdner Puppentheatersammlung.

## Werke (Auswahl)
- Der Tastapparat der Hand der menschlichen Rassen und der Affen in seiner Entwickelung  und Gliederung, Hamburg und Leipzig 1883
- (als Übersetzer:) Jonathan Hutchinson: Syphilis. Zum Gebrauch für Studierende und praktische Ärzte, Leipzig 1888
- Deutsche Puppenspiele, Leipzig 1891
- (mit Oberländer:) Die chronische Gonorrhoe der männlichen Harnröhre und deren Komplikationen, 3 Teile, Leipzig 1901/1905, 2. Auflage 1910